# Middleton (Essex)
Middleton è un villaggio e parrocchia civile dell'Inghilterra, appartenente alla contea dell'Essex.